# Halowe rekordy Chorwacji w lekkoatletyce
Poniższe tabele przedstawiają lekkoatletyczne halowe rekordy Chorwacji:

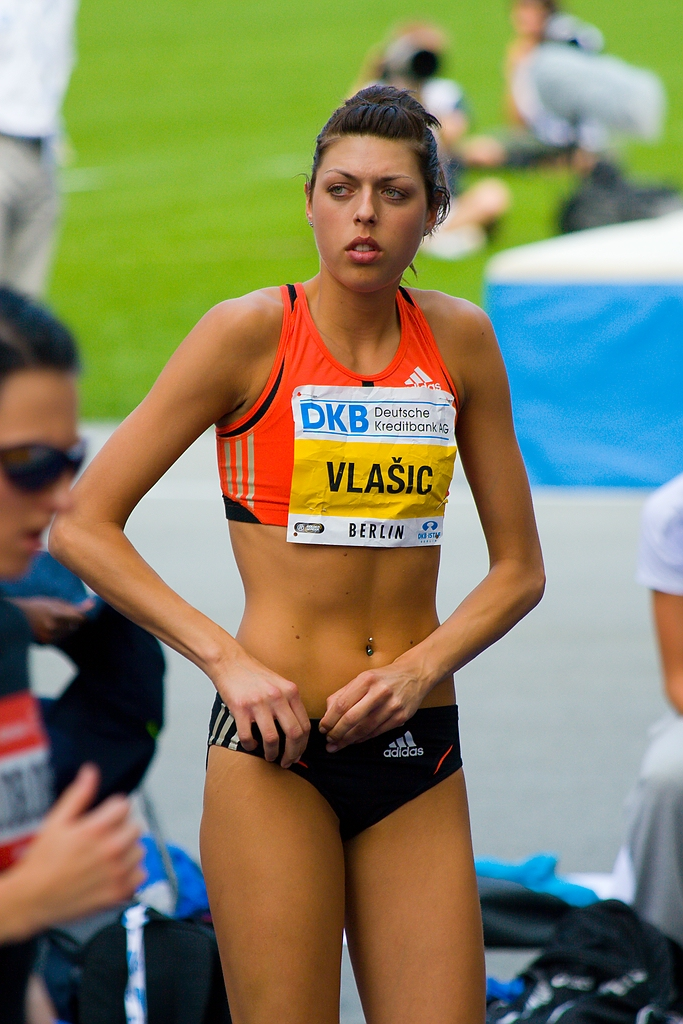
Czołowa chorwacka lekkoatletka – Blanka Vlašić.

## Kobiety

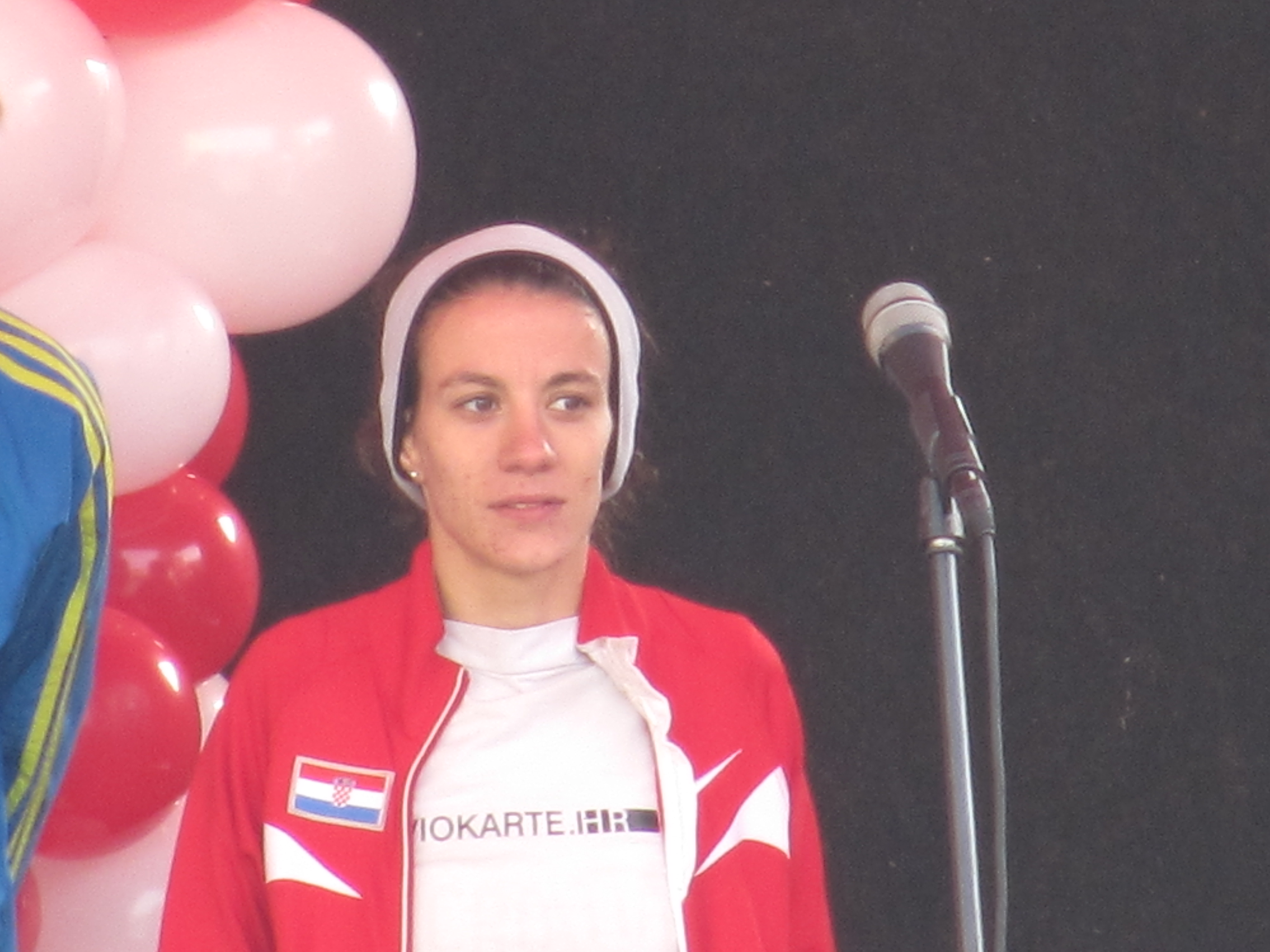
Lisa Stublić jest halową rekordzistką Chorwacji w biegu na 3000 metrów.